# Tania Vázquez
Tanya Elizabeth Vázquez Pérez (Acaponeta, Nayarit, 31 de julio de 1977) es una actriz y modelo mexicana.

## Carrera
Estudió en el Centro de Educación Artística de Televisa (CEA) y tomó un curso de actuación con Patricia Reyes Spíndola, siendo así como adquirió los conocimientos necesarios para convertirse en una actriz.
Su primer contacto con las cámaras fue en la obra de teatro Perro callejero en 1996. Al año siguiente concursó en Miss Costa Maya Internacional que se realizó en Belice, que le abrió camino en el mundo de la actuación.
Su carrera en las telenovelas empezó en María Isabel, a la que siguieron Amor gitano, Mujeres engañadas, Rayito de luz, Amor real, Amar otra vez, Rubí, Inocente de ti, Duelo de pasiones, La fea más bella y Al diablo con los guapos.
Tania se ha confirmado como una actriz versátil, ya que lo mismo puede interpretar un papel dramático como uno cómico. Ha actuado en los programas  Mujer, casos de la vida real y ¿Qué nos pasa?, y ha tenido participación en Hoy, VidaTV, Eco Moda y Loreal. También ha incursionado en la revista Pandora. Tania ha participado en obras teatrales como La casa de Bernarda Alba, donde interpretaba el personaje de Adela. Tiempo antes hizo La Barbería.
Teniendo como gran ventaja su belleza ha sido requerida para realizar varios comerciales de marcas reconocidas. Los diseñadores también han sacado provecho de su hermoso rostro en la pasarela, ha modelado para José Luis Abarca, Sarah Bustani, Héctor Terrones y Marcel.
En 2007, participa en la telenovela Al diablo con los guapos, producida por Angelli Nesma con el papel de Andrea.

## Vida personal
Es amiga de las actrices mexicanas Marlene Favela, Mayrín Villanueva y Betty Monroe. 
Fue novia del actor Marco Méndez por cuatro años, hasta el 2007 cuando se separaron. 
En 2011 conoce al empresario de origen francés Sebastien Balkhelfa, cuya relación de novios fue de dos años y en 2013 contrajeron matrimonio y en 2015 procrearían a su hija Nova Balkhelfa, sin embargo en 2016 la pareja firmó el divorcio y no terminó en buenos términos. 

## Filmografía

### Cine
- El secreto oculto (2003)
- El último evangelio (2008)
- Sobre ella (2013)
- Cambio de ruta (2014)
- Plan V (2018)
- Lo contrario de la muerte (2022)

### Televisión
- Golpe de suerte (2023-2024) - Fabiola
- Corazón guerrero (2022) - Briana Guillen
- Por amar sin ley (2018) - Génesis Morelli
- Hoy voy a cambiar (2017) - Amante de Nacho
- Hasta el fin del mundo (2014-2015) - Valentina Landa
- Quiero amarte (2013-2014) - Carolina Rivera #1
- Corazón indomable (2013) - Mariana de la Colina
- Te presento a Valentín (2012) - Karen Farías
- Esperanza del corazón (2011-2012) - Camila Moreno
- La rosa de Guadalupe (2010) - Hilda
- Hasta que el dinero nos separe (2009-2010) - Roxana Ferrón García
- Mañana es para siempre (2008-2009) - Venus García / Lovely Norton
- Al diablo con los guapos (2007-2008) - Andrea Castillo Riquelme
- La fea más bella (2006-2007) - Fátima Bosch
- Duelo de pasiones (2006) - Carla Sánchez
- Vecinos (2005-2008) - Claudia Cortes
- Inocente de ti (2004-2005) - Pilar
- Rubí (2004) - Sofía Cárdenas Ruíz
- Amar otra vez (2004) - Modelo
- Amor real (2003) - Adelaida Sandoval
- Rebelde (2002-2003) - Valeria Villasana
- Rayito de luz (2000-2001) - Catalina Cienfuegos
- Mujeres engañadas (1999-2000) - Aracely Quintero
- Amor gitano (1999) - Herlinda
- Mujer, casos de la vida real (1998-2007) - Varios personajes
- Qué nos pasa (1998-2000)
- María Isabel (1997-1998) - Sonia